# Первое правительство Медведева
В статье даются сведения о составе Правительства Российской Федерации под председательством Медведева Дмитрия Анатольевича, действовавшего в период с 8 мая 2012 года по 7 мая 2018 года.
Структура Правительства утверждена Указом Президента Российской Федерации № 636 от 21.05.2012.
Список министерств, действующих с 2012 года, см. в статье Структура федеральных органов исполнительной власти России (2008—2012).

## Новые Министерства
Курсивом выделены ведомства, подвергшиеся реорганизации (преобразованию, объединению, разделению) или упразднению в течение периода деятельности данного состава Правительства.
- Министерство здравоохранения Российской Федерации (преобразовано из Министерства здравоохранения и социального развития Российской Федерации в результате его реорганизации)
- Министерство Российской Федерации по развитию Дальнего Востока
- Министерство спорта Российской Федерации (преобразовано из Министерства спорта, туризма и молодёжной политики Российской Федерации в результате его реорганизации)
- Министерство труда и социальной защиты Российской Федерации (образовано при реорганизации Министерства здравоохранения и социального развития Российской Федерации)
- Министерство строительства и жилищно-коммунального хозяйства Российской Федерации (преобразовано из Госстроя России согласно Указу Президента Российской Федерации от 1 ноября 2013 года № 819[3])
- Министерство Российской Федерации по делам Северного Кавказа (образовано Указом Президента Российской Федерации от 12 мая 2014 года № 321[4])
- Министерство Российской Федерации по делам Крыма (образовано Указом Президента Российской Федерации от 31 марта 2014 года № 190[5], упразднено Указом Президента Российской Федерации от 15 июля 2015 года № 368[6] с передачей функций Министерству экономического развития РФ)
- Функции Министерства регионального развития Российской Федерации распределены между Министерством экономического развития РФ, Министерством строительства и жилищно-коммунального хозяйства РФ, Министерством культуры РФ, Министерством финансов РФ и Министерством юстиции РФ

## Члены Правительства
Наименования должностей членов Правительства приводятся так, как они официально именуются.
| Должность | Имя                                                          |
| --- | ------------------------------------------------------------ |
| Председатель Правительства Российской Федерации | Медведев Дмитрий Анатольевич                                 |
| Первый заместитель Председателя Правительства Российской Федерации                                                                                            | Шувалов Игорь Иванович                                       |
| Заместитель Председателя Правительства Российской Федерации — Руководитель Аппарата Правительства Российской Федерации                                        | Сурков Владислав Юрьевич (21 мая 2012 — 8 мая 2013)          |
| Заместитель Председателя Правительства Российской Федерации — Руководитель Аппарата Правительства Российской Федерации                                        | Приходько Сергей Эдуардович (с 22 мая 2013)                  |
| Заместитель Председателя Правительства Российской Федерации                                                                                                   | Козак Дмитрий Николаевич                                     |
| Заместитель Председателя Правительства Российской Федерации                                                                                                   | Рогозин Дмитрий Олегович                                     |
| Заместитель Председателя Правительства Российской Федерации                                                                                                   | Дворкович Аркадий Владимирович                               |
| Заместитель Председателя Правительства Российской Федерации                                                                                                   | Голодец Ольга Юрьевна                                        |
| Заместитель Председателя Правительства Российской Федерации (до 12 мая 2014 — полномочный представитель Президента РФ в Северо-Кавказском федеральном округе) | Хлопонин Александр Геннадиевич                               |
| Заместитель Председателя Правительства Российской Федерации — полномочный представитель Президента Российской Федерации в Дальневосточном федеральном округе  | Трутнев Юрий Петрович (с 31 августа 2013)                    |
| Заместитель Председателя Правительства Российской Федерации                                                                                                   | Мутко Виталий Леонтьевич (с 19 октября 2016)                 |
| Министр Российской Федерации | Абызов Михаил Анатольевич                                    |
| Министр внутренних дел Российской Федерации | Колокольцев Владимир Александрович                           |
| Министр иностранных дел Российской Федерации | Лавров Сергей Викторович                                     |
| Министр Российской Федерации по делам гражданской обороны, чрезвычайным ситуациям и ликвидации последствий стихийных бедствий                                 | Пучков Владимир Андреевич                                    |
| Министр обороны Российской Федерации | Сердюков Анатолий Эдуардович (21 мая 2012 — 6 ноября 2012)   |
| Министр обороны Российской Федерации | Шойгу Сергей Кужугетович (с 6 ноября 2012)                   |
| Министр юстиции Российской Федерации | Коновалов Александр Владимирович                             |
| Министр здравоохранения Российской Федерации | Скворцова Вероника Игоревна                                  |
| Министр Российской Федерации по делам Крыма | Савельев Олег Генрихович (31 марта 2014 — 15 июля 2015)      |
| Министр Российской Федерации по делам Северного Кавказа | Кузнецов Лев Владимирович (с 12 мая 2014)                    |
| Министр культуры Российской Федерации | Мединский Владимир Ростиславович                             |
| Министр образования и науки Российской Федерации | Ливанов Дмитрий Викторович (21 мая 2012— 19 августа 2016)    |
| Министр образования и науки Российской Федерации | Васильева Ольга Юрьевна (с 19 августа 2016)                  |
| Министр природных ресурсов и экологии Российской Федерации | Донской Сергей Ефимович                                      |
| Министр промышленности и торговли Российской Федерации | Мантуров Денис Валентинович                                  |
| Министр Российской Федерации по развитию Дальнего Востока (до 31 августа 2013 — полномочный представитель Президента РФ в Дальневосточном федеральном округе) | Ишаев Виктор Иванович (21 мая 2012 — 31 августа 2013)        |
| Министр Российской Федерации по развитию Дальнего Востока (до 31 августа 2013 — полномочный представитель Президента РФ в Дальневосточном федеральном округе) | Галушка Александр Сергеевич (с 11 сентября 2013)             |
| Министр регионального развития Российской Федерации | Говорун Олег Маркович (21 мая 2012 — 17 октября 2012)        |
| Министр регионального развития Российской Федерации | Слюняев Игорь Николаевич (17 октября 2012 — 8 сентября 2014) |
| Министр связи и массовых коммуникаций Российской Федерации | Никифоров Николай Анатольевич                                |
| Министр сельского хозяйства Российской Федерации | Фёдоров Николай Васильевич (21 мая 2012 — 22 апреля 2015)    |
| Министр сельского хозяйства Российской Федерации | Ткачёв Александр Николаевич (c 22 апреля 2015)               |
| Министр спорта Российской Федерации | Мутко Виталий Леонтьевич (21 мая 2012 — 19 октября 2016)     |
| Министр спорта Российской Федерации | Колобков Павел Анатольевич (c 19 октября 2016)               |
| Министр строительства и жилищно-коммунального хозяйства Российской Федерации                                                                                  | Мень Михаил Александрович (с 1 ноября 2013)                  |
| Министр транспорта Российской Федерации | Соколов Максим Юрьевич                                       |
| Министр труда и социальной защиты Российской Федерации | Топилин Максим Анатольевич                                   |
| Министр финансов Российской Федерации | Силуанов Антон Германович                                    |
| Министр экономического развития Российской Федерации | Белоусов Андрей Рэмович (21 мая 2012 — 24 июня 2013)         |
| Министр экономического развития Российской Федерации | Улюкаев Алексей Валентинович (24 июня 2013 — 15 ноября 2016) |
| Министр экономического развития Российской Федерации | Орешкин Максим Станиславович (с 30 ноября 2016)              |
| Министр энергетики Российской Федерации | Новак Александр Валентинович                                 |